# IC 1101

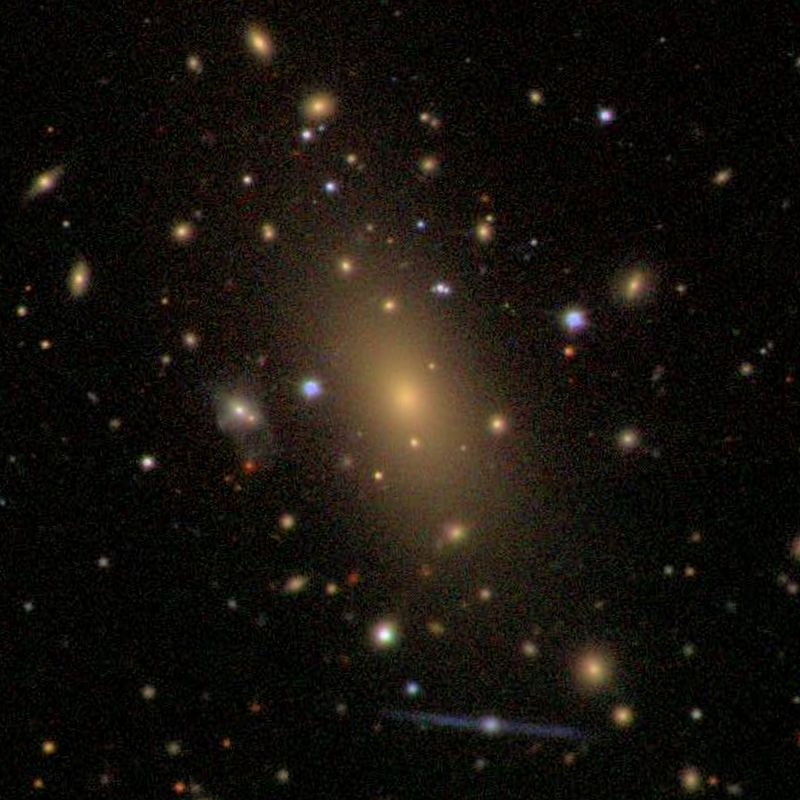
IC 1101 в космосе.

IC 1101 — сверхгигантская эллиптическая галактика в центре скопления галактик Abell 2029, также одна из самых ярких галактик.
Она находится на расстоянии 1,04 миллиарда световых лет от Земли в созвездии Девы и классифицируется как галактика класса cD.
Если бы она была на месте Млечного пути то поглотила бы Большое и Малое Магелланово Облака, Туманность Андромеды, галактику Треугольника и все, что находится между ними.
Является самой большой видимой галактикой.

## Характеристики

### Размер
Галактика имеет диаметр приблизительно в 6 миллионов световых лет и в настоящее время является самой крупной известной галактикой по параметру ширины.
Это центральная галактика в большом скоплении галактик; она содержит примерно 100 триллионов звёзд.
IC 1101 в 60 раз крупнее Млечного Пути и в 20 раз массивнее.

## История изучения
Галактика открыта 19 июня 1790 года, британским астрономом Уильямом Гершелем и включена Дрейером в каталог IC под номером 1101 в 1895 году. Первоначально была классифицирована как туманность.

## Факты
IC 1101 - самая крупная галактика в скоплении галактик Abell 2029. Это скопление расположено преимущественно в созвездии Девы.
IC 1101 классифицируется как линзовидная галактика из-за компонента среднего масштаба, а также внешнего звездного гало и направленного наружу профиля эллиптичности. IC 1101 - умирающая галактика, израсходовавшая большую часть своей пыли.
IC 1101 выросла в размерах в результате слияния с другими галактиками.
В IC 1101 насчитывается около 100 триллионов звезд
Расстояние IC 1101 от Земли составляет 1,045 миллиарда световых лет / 320,4 мегапарсека.